# Nösslachjoch
Le Nösslachjoch est une montagne qui s’élève à 2 231 m d’altitude dans les Alpes de Stubai, en Autriche.